# لوكا ماغنوتا
لوكا روكو ماغنوتا (بالإنجليزية: Luka Rocco Magnotta) (وُلِد باسم إريك كلينتون كيرك نيومان؛ في 24 يوليو 1982)، هو قاتل كندي أدين بقتل وتقطيع طالب دولي صيني يُدعى جون لين وإرسال يديه وأقدامه إلى المدارس الابتدائية ومكاتب الأحزاب السياسية الفيدرالية. اكتسب هذا الفعل شهرة دولية واسعة. بعد نشر مقطع فيديو يصور جريمة القتل على الإنترنت في مايو 2012، فرَّ ماغنوتا من كندا، ليصبح موضوع إشعار أحمر من الإنتربول الذي يحث بدوره على مطاردة دولية. في يونيو 2012، تم القبض عليه في برلين أثناء قراءة الأخبار عن نفسه في مقهى للإنترنت. في ديسمبر 2014، بعد ثمانية أيام من المداولات، أدانته هيئة محلفين بجريمة قتل من الدرجة الأولى. كان مطلوبًا من قبل مجموعات حقوق الحيوان بزعم تحميل مقاطع فيديو عن قتل قطط صغيرة.
قبل القتل، عمل ماغنوتا كعارض إباحي في الإنترنت.

## النشأة
وُلِدَ ماغنوتا إريك كلينتون كيرك نيومان في 24 يوليو 1982، في سكاربورو، أونتاريو، ابن لدونالد نيومان وآنا يوركن. وهو أكبر أطفالهم الثلاثة. وفقًا لما ذكره لوكا، فقد كانت والدته مهووسة بالنظافة، وتمنع أطفالها من الخروج خارج المنزل بشكل روتيني، وكانت تُخرج الأرانب التي يرعاها أطفالها خارج المنزل في البرد حتى تتجمد وتموت. تم تشخيص والده بأنه مصاب بالفصام في عام 1994، وبعدها طلق والدة ماغنوتا، مما دفع ماغنوتا إلى الانتقال للعيش مع جدته فيليس.
درس ماغنوتا في مدرسة آي إي ويلدون الثانوية في ليندساي. في عام 2003، بدأ يظهر في مقاطع الفيديو الإباحية، وكان يعمل أحيانًا كمتعري في دعارة الذكور.  ظهر كعارض بسيط في عدد عام 2005 من مجلة القوات المسلحة في تورنتو، مُستخدمًا الاسم المستعار جيمي. في عام 2007، كان ينافس للنجاح في مسابقة COVERguy على آوت تي في.  أجرى العديد من جراحات التجميل وتم اختباره لبرنامج شبكة سيلسي التلفزيونية في برنامج اجعل البلاستيك مثاليًا (بالإنجليزية: Plastic Makes Perfect) في فبراير 2008. 

## النشاط الإجرامي المبكر
في عام 2005، أدين بتهمة انتحال شخصية وثلاث تهم بالاحتيال بعد انتحال شخصية امرأة للتقدم بطلب للحصول على بطاقة ائتمان وشراء بضائع بقيمة تزيد عن 10000 دولار. اعترف بأنه مذنب وحكم عليه بالسجن لمدة تسعة أشهر مع 12 شهرا من المراقبة. غير اسمه بشكل قانوني إلى لوكا روكو ماغنوتا في 12 أغسطس 2006. أعلن ماغنوتا إفلاسه في مارس 2007، بسبب ديون مختلفة تُقدر قيمتنها بـ 17000 دولار.  وأفلس بشكلٍ كامل في ديسمبر 2007. 
أنشأ ماغنوتا العديد من الملفات الشخصية على مختلف وسائل التواصل الاجتماعي ومنتديات المناقشة على مدار عدة سنوات لزرع مجموعة متنوعة من الادعاءات عن نفسه.  ظهرت إحدى الشائعات في عام 2007، مدعية أن ماغنوتا كان على علاقة مع كارلا هومولكا، وهي قاتلة متسلسلة وزوجة القاتل الكندي المتسلسل باول برناردو، على الرغم من أنه نفى ذلك في مقابلة لاحقة مع تورونتو صن. كما أنه نفى مرارًا وتكرارًا الادعاءات التي كان قد إدعى على أنها خدع وجزء من حملة المطاردة الإلكترونية ضده. ذكرت الشرطة أن ماغنوتا أقام ما لا يقل عن 70 صفحة على فيسبوك و20 موقع ويب تحت أسماء مختلفة.

## قتل جون لين
جون لين (بالصينية: 林俊 بينيين: Lín Jùn) (وُلِدَ 30 ديسمبر 1978 -  تُوفي في 24/25 مايو 2012)، المعروف أيضًا باسم جاستن لين، كان طالبًا دوليًا من ووهان وخريجًا في كلية الهندسة وعلوم الكمبيوتر في جامعة كونكورديا. كان يعمل بدوام جزئي ككاتب متجر في بوانت سانت تشارلز. لين كان يدرس في مونتريال منذ يوليو 2011. انتقل لين إلى غريفين تاون مع شريك السكن في 1 مايو.

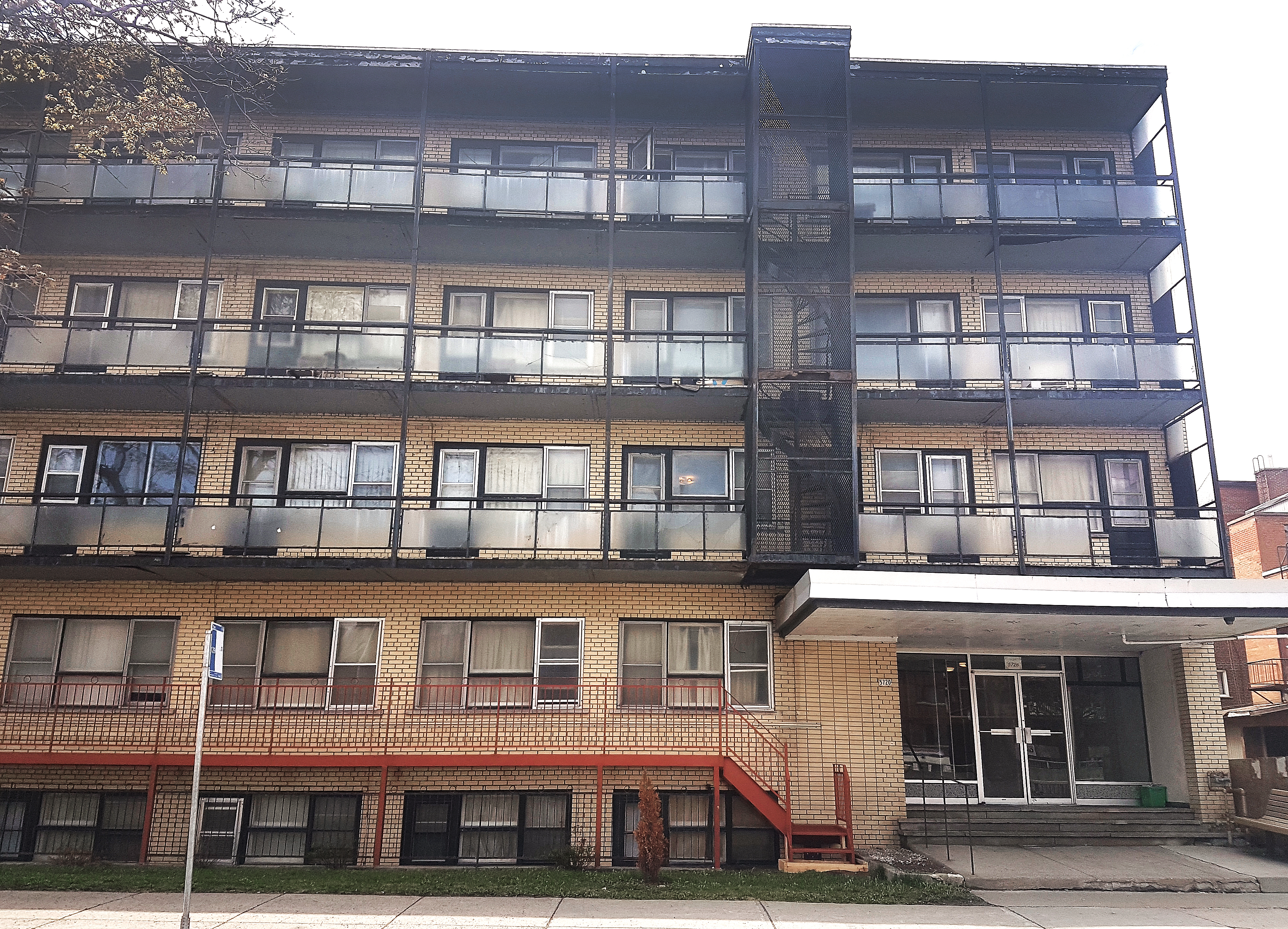
شوهد جون لين آخر مرة على كاميرا مراقبة وهو يدخل إلى هذا المبنى السكني في 5720 ديكاري بوليفارد ليلة 24 مايو 2012.

تمت مشاهدته آخر مرة في 24 مايو 2012، وأبلغوا أصدقاؤه أنهم تلقوا رسالة نصية من هاتفه في الساعة 9 مساءً. انتاب مديره الريبة عندما لم يحضر إلى نوبته في اليوم التالي.  ذهب ثلاثة من أصدقائه إلى شقته في 27 مايو. وتم الإبلاغ على أنه مفقود لدى الشرطة في 29 مايو.
في 25 مايو 2012، تم تحميل مقطع فيديو مدته 11 دقيقة بعنوان مجنون ومخرز ثلج (بالإنجليزية:1 Lunatic 1 Ice Pick) على بيستجور.كوم، يصور ذكرًا عاريًا مقيدًا بإطار سرير يتم طعنه بشكل متكرر بواسطة مخرز ثلج وسكين مطبخ، ثم يتم تقطيعه، يليه بعد ذلك مشهد النكروفيليا.  يستخدم الجاني سكينًا وشوكة لقطع بعض اللحم ويجعل كلبًا يمضغه على الجسد.  خلال الفيديو، ظهرت أغنية 1987 نيو أوردو «الإيمان الحقيقي» في خلفية المقطع، وملصق لفيلم كازبلانكا لعام 1942 مرئي  بوضوح على الحائط. حصلت السلطات الكندية على نسخة «أكثر شمولاً» من الفيديو وقالت من المُحتمل تم تنفيذه من قبل أكل لحوم البشر.  ظهرت مواد تروج للفيديو على الإنترنت قبل 10 أيام من وقوع القتل.
في 26 مايو، حاول محامي من مونتانا إبلاغ الفيديو إلى شرطة تورونتو، والعمدة المحلية ، ومكتب التحقيقات الفيدرالي، لكن المسؤولين رفضوا التقرير.  حاول مشاهدو بيستغور أيضًا الإبلاغ عن الفيديو. وأكدت الشرطة فيما بعد أنها صحيحة واستطاعت تحديد هوية الضحية، وهو رجل آسيوي، وهو نفس الشخص الذي تم إرسال أجزاء من جثته إلى أوتاوا.
في الساعة 11 صباحًا في 29 مايو 2012، تم تسليم حزمة تحتوي على قدم اليسرى إلى المقر الوطني لحزب المحافظين الكندي. كانت العبوة ملطخة بالدم وبرائحة كريهة.  تم تمييزه برمز قلب أحمر. تم إيجاد حزمة أخرى تحتوي على اليد اليسرى في مرفق معالجة بريد كندا، موجهة إلى الحزب الليبرالي. اكتشف أحد البوابين جذعًا متحللاً داخل حقيبة، تُرك في كومة قمامة في الزقاق خلف مبنى سكني في منطقة سنودون بمونتريال. رأى الحقيبة لأول مرة في 25 مايو، لكن لم يتم التقاطها بسبب الكمية الكبيرة من القمامة في ذلك اليوم.

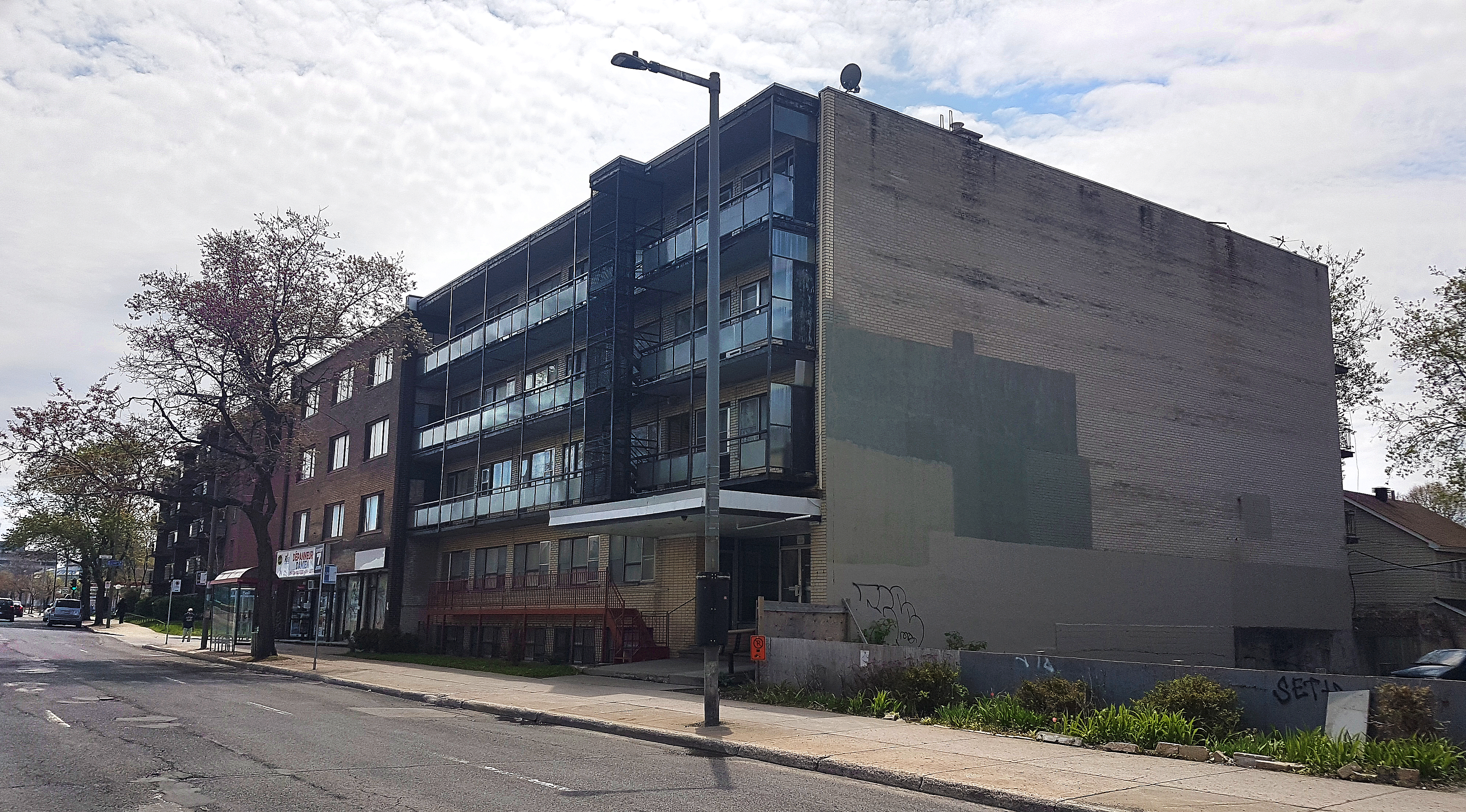
وقع القتل داخل 5720 ديكاري بوليفارد

وبعد تفتيش المكان، عثرت الشرطة على رفات بشرية وملابس دموية وأوراق تحدد هوية المشتبه فيه، بالإضافة إلى «أشياء حادة» في الزقاق الخلفي. أظهرت لقطات من كاميرات المراقبة داخل المبنى مشتبهاً به يحمل العديد من أكياس القمامة في الخارج، وتطابق الصور المشتبه به الذي تم التقاطه بالفيديو في مكتب البريد في كوت دي نيجيس.
في الساعة 11:33 مساءً بتوقيت شرق الولايات المتحدة (03:33 بالتوقيت العالمي)، قامت الشرطة بتفتيش الشقة 208 من 5720 ديكاري بوليفارد، التي كان يستأجرها ماغنوتا.  انتقل في غضون أربعة أشهر قبل ذلك، ودفع إيجاره حتى 1 يونيو. تم تفريغ الشقة في الغالب قبل مغادرته. تم العثور على دماء وعلى أشياء مختلفة بما في ذلك المرتبة والثلاجة والطاولة وحوض الاستحمام. ووجدوا عبارة "إذا كنت لا تحب الانعكاس. لا تنظر في المرآة. أنا لا أهتم  [ك‍]" مكتوبة بالحبر الأحمر داخل خزانة.
في 30 مايو 2012، تم تأكيد أن أجزاء الجسم تنتمي إلى نفس الشخص، الذي تم تحديده لاحقًا باسم جون لين. تم التعرف بسرعة على المشتبه به في القضية على أنه ماغنوتا، الذي كان قد هرب بحلول ذلك الوقت.
تم العثور على رسالة مع الحزمة المرسلة إلى حزب المحافظين، قائلة بأنه تم توزيع ستة أجزاء من الجسم وأن الجاني سيقتل مرة أخرى. احتوت الحزم الثلاث الأخرى أيضًا على ملاحظات، ولكن لم تكشف محتوياتها من قبل الشرطة، التي أشارت إلى مخاوفها بشأن الجرائم المحتملة المقلدة.
في 5 يونيو 2012، تم تسليم حزمة تحتوي على قدم يمنى إلى مدرسة سانت جورج وحزمة أخرى تحتوي على يد يمنى إلى مدرسة فالس كريك الابتدائية في فانكوفر، كولومبيا البريطانية. تم تأكيد إرسال الطرودتين من مونتريال.
في 13 يونيو، تمت مطابقة الأطراف الأربعة والجذع مع لين باستخدام عينات من الحمض النووي من عائلته. في 1 يوليو، تم انتشال رأسه على حافة بحيرة صغيرة في حديقة أنجريجون بمونتريال بعد أن تلقت الشرطة هذه المعلومة.
تم حرق جثة لين في 11 يوليو ودفن رماده في 26 يوليو في مقبرة نوتردام دي نيجيس في مونتريال.

## مطاردة
صدر أمر اعتقال لماغنوتا من قبل دائرة شرطة مدينة مونتريال (SPVM)، ثم ارتقى لاحقًا إلى مذكرة على مستوى كندا اتهمته شرطة الخيالة الملكية الكندية (RCMP)  بالجرائم التالية:
1. القتل من الدرجة الأولى؛
2. ارتكاب إهانة لجثة.
3. نشر مواد فاحشة؛
4. إرسال مواد فاحشة أو بذيئة أو غير أخلاقية أو بذيئة؛
5. مضايقة إجرامية لرئيس الوزراء الكندي ستيفن هاربر وعدة أعضاء (غير مسمى) في البرلمان.

في 31 مايو 2012، أصدر الإنتربول إشعارًا أحمر لـماغنوتا بناءً على طلب السلطات الكندية، ولعدة أيام قبل وبعد اعتقاله، تم عرض اسمه وصورته بشكل بارز في أعلى الصفحة الرئيسية لموقع الإنتربول الإلكتروني. طلبت النشرة الحمراء أن يتم القبض على ماغنوتا مؤقتاً في انتظار تسليمه إلى كندا من قبل أي دولة عضو في الإنتربول.
حجز ماغنوتا تذكرة طيران من مونتريال إلى باريس في 25 مايو، باستخدام جواز سفر باسمه. بعد وصوله إلى فرنسا، تم تتبع إشارة هاتفه الخلوي إلى فندق في بانوليه، لكنه غادر في الوقت الذي وصلت فيه الشرطة. تم العثور على المجلات الإباحية وأكياس هواء في غرفة الفندق.  استخدم ماغنوتا جواز سفر مزور باسم «كيرك تراميل» في الفندق. كان لديه اتصالات في باريس من زيارة سابقة في عام 2010، وكانت الشرطة تلاحق رجلًا كبير الإطار كان على اتصال مع ماغنوتا. رجل آخر بقي معه لمدة ليلتين لم يدرك من هو حتى مغادرته. ثم استقل ماغنوتا حافلة يورولاينز في محطة باغنولت للحافلات المتجهة إلى برلين، ألمانيا.
في 4 يونيو 2012، ألقت شرطة برلين القبض على ماغنوتا في مقهى للإنترنت في منطقة نيوكولن أثناء قراءة النشرات الإخبارية عن نفسه. حاول إعطاء أسماء مزيفة قبل الاعتراف به. تم تأكيد هويته من خلال دليل بصمات الأصابع. مثل ماغنوتا أمام محكمة في برلين في 5 يونيو 2012. طبقًا للمسؤولين الألمان، فإنه لا يعارض تسليمه. كانت هناك أدلة كافية لإبقائه رهن الاحتجاز حتى التسليم، ووافق على العملية ببساطة.
في 18 يونيو 2012 ، تم تسليم ماغنوتا إلى السلطات الكندية في برلين وحلقت على متن طائرة تابعة للقوات الجوية الكندية الملكية CC-150 بولاريس إلى مطار ميرابيل الدولي، شمال مونتريال. ذكرت الحكومة أن النقل العسكري ضروري بسبب مخاوف تتعلق بالسلامة باستخدام رحلة تجارية والصعوبات القانونية المحتملة إذا تم تحويل الطائرة إلى بلد آخر. تم وضعه في الحبس الانفرادي في مركز احتجاز ريفيير دي بريري.

## عواقب فورية
كانت ردود الفعل في الصين حرجة للغاية، حيث يعتقد البعض أن القتل كان بدوافع عنصرية. شكك بعض الصينيين في السلامة العامة في كندا، حيث أن الجريمة هي ثاني جريمة بارزة لطالب صيني هناك منذ أكثر من عام بقليل. اتصل وزير الشؤون الخارجية جون بيرد بالسفير الصيني جونساي زانغ لتقديم تعازيه.
في 4 يونيو 2012، قال رئيس الوزراء الكندي ستيفن هاربر إنه سعيد بالقبض على المشتبه به وهنأ قوات الشرطة على عملهم الجيد في القبض عليه. قال زعيم الحزب الليبرالي المؤقت بوب راي أنه يجب على الكنديين أن ينعوا الضحية بدلاً من «الاحتفال بأي شكل» بسمعة ماغنوتا. 
بعد يومين، وصلت عائلة لين إلى مطار ترودو في مونتريال.   أنشأت جمعية الطلاب والعلماء الصينيين بجامعة كونكورديا صندوقًا لتحمل النفقات التي تكبدتها عائلة لين أثناء تواجدها في كندا وتم إنشاء جائزة على شرفه. أقيمت احتجاجات على ضوء الشموع في مونتريال.
أُختير ماغنوتا كصانع الأخبار الكندي للعام من قبل الصحافة الكندية، مما تسبب في الجدل.
في 16 يوليو 2013، اتهمت شرطة إدمنتون مالك بيستجور.كوم مارك ماريك بإفساد الآداب العامة، وهي تهمة فاحشة نادرا ما تستخدم، باستضافة مقطع مجنون ومخرز الثلج عبر الإنترنت. في 25 يناير 2016، غير ماريك اعترافه بالذنب وحكم عليه بالسجن لمدة ستة أشهر. كان عليه أن يقضي نصف عقوبة الستة أشهر قيد الإقامة الجبرية.

## الإجراءات القانونية

### جلسة الإستماع التحضيرية
في 19 يونيو 2012، ظهر ماغنوتا في المحكمة عبر رابط فيديو للاعتراف بعدم إدانته في جميع التهم من خلال محاميه. في 21 يونيو، ظهر ماغنوتا شخصيًا في محكمة مونتريال عالية الحراسة لطلب المحاكمة من قبل هيئة محلفين.
بدأت جلسة استماع أولية في 11 مارس 2013. وخضعت الأدلة المقدمة لحظر النشر. طلب فريق الدفاع في ماغنوتا منع وسائل الإعلام والجمهور تمامًا من الاستماع؛ تم رفض هذا في اليوم التالي. سافر والد جون لين، ديران لين، من الصين لحضور جلسة الاستماع. في 13 مارس / آذار، انسحب أحد محامي ماغنوتا، بسبب تضارب محتمل في المصالح. شهد شهود خبراء، بما في ذلك أخصائي علم الطب الشرعي، وأخصائي السموم الشرعي، وأخصائي طب الأسنان الشرعي، ومحلل بقع الدم، متخصصين في استعادة البيانات ومسؤول التحقيقات عبر الإنترنت. كما عرض الادعاء أدلة بالفيديو. انهار ماغنوتا جسديًا في أوقات منفصلة أثناء الإجراءات.
في 12 أبريل 2013، تم اتهام ماغنوتا بتهمة القتل من الدرجة الأولى، وتقديم الإهانات لجسم الإنسان، وتوزيع المواد الفاحشة، واستخدام الخدمة البريدية لتوزيع المواد الفاحشة، والمضايقة الإجرامية.

### محاكمة
انتخب ماغنوتا ليحاكم من قبل القاضي وهيئة المحلفين. ودفع بأنه غير مذنب، واعترف بالأفعال التي اتهم بها لكنه ادعى تناقص المسؤولية بسبب الاضطرابات النفسية. أدلى المدعي العام  لويس بوثيلييه ببيانه الافتتاحي في 29 سبتمبر 2014. وترأس قاضي المحكمة العليا في كيبيك، جاي كورنوير، المحاكمة التي استمرت 10 أسابيع. في يوم الافتتاح، أصدر تعليمات للمحلفين بأن ماغنوتا «يعترف بالأفعال أو التصرفات الكامنة وراء الجريمة التي اتهم بها. ستكون مهمتك هي تحديد ما إذا كان قد ارتكب الجرائم الخمس مع الحالة الذهنية المطلوبة لكل جريمة».
تم استرداد ستة أدوات (مقص ، وسكين ، ومفك براغي ، ومنشار متذبذب ومطرقة) خارج شقة ماغنوتا وحللها خبير المقذوفات جيلبرت ديجاردينز. وقال إنه لا يمكن ربط أي شيء بشكل قاطع بالقتل، ولا توجد علامات هيكلية تشير إلى استخدام مفك البراغي أو المقص، ولكن بعضها كان متسقًا مع إصابات المنشار والسكين أو شفرة X-Acto.
خلال المحاكمة، جادل محامي الدفاع لوك لوكلير بأن ماغنوتا كان في حالة ذهنية وقت ارتكاب الجرائم ولا يمكن تحميله المسؤولية عن أفعاله. جادل المدعي العام بأن قتل جون لين كان منظمًا ومعمدًا وأن ماغنوتا كان «هادفًا ، وواعيًا، ومنظمًا للغاية ومسؤولً في نهاية المطاف عن أفعاله».
اختار ماغنوتا عدم الإدلاء بشهادته خلال المحاكمة.
بعد محاكمة مدتها 12 أسبوعًا شملت 10 أسابيع من شهادة الاستماع، تلقت هيئة المحلفين المكونة من ثماني نساء وأربعة رجال التعليمات النهائية من قاضي المحاكمة في 15 ديسمبر 2014، وتم عزلها قبل بدء مداولاتها في اليوم التالي. في اليوم الثامن من المداولات، أعادوا حكم الإدانة في جميع التهم. وحكموا على ماغنوتا عقوبة بالسجن الإلزامي مدى الحياة وسيكون مؤهلاً للإفراج المشروط في 25 سنة. كما حُكم عليه بالسجن لمدة 19 سنة بتهم أخرى، في نفس الوقت.
وقد تقدم ماغنوتا باستئناف لإلغاء أحكام الإدانة وأمر محاكمة جديدة. تم تقديم الاستئناف إلى محكمة الاستئناف في كيبيك من قبل محامي الدفاع في ماغنوتا لوك لوكلير، مشيرًا إلى خطأ قضائي في تعليمات هيئة المحلفين. وادعى الاستئناف كذلك أن «الأحكام غير معقولة ولا تدعمها الأدلة والتعليمات». سحب ماغنوتا استئنافه في 18 فبراير 2015.

### الصحة النفسية
| طبيب      | التشخيص                                                                             | هيئة الدفاع |
| --------- | ----------------------------------------------------------------------------------- | ----------- |
| روي       | اضطراب الشخصية الحدية مع السمات الهسترية                                            | مستقل       |
| باريس     | اضطراب الشخصية الحدية                                                               | مرافعة      |
| شامبرلاند | اضطراب الشخصية المعادية للمجتمع ، اضطراب الشخصية الهسترية ، اضطراب الشخصية النرجسية | مرافعة      |
| ألارد     | انفصام الشخصية                                                                      | دفاع        |
| واتس      | الفصام ، اضطراب الشخصية الهستيري ، سمات الشخصية الحدودية ، بارافيليا                | دفاع        |
| بارث      | انفصام الشخصية                                                                      | دفاع        |

أثناء محاكمته بتهمة القتل، قدم شهود الدفاع أدلة على أن لوكا ماغنوتا تم تشخيصه بمرض الفصام بجنون العظمة عندما كانت مراهقًا. شهد خبير الدفاع الدكتور جويل واتس أن ماغنوتا أظهر علامات على الفصام العرضي (نوع غير متمايز)، واضطراب الشخصية التراجعية، وسمات الشخصية الحدية والعرج غير المحدد. كشف الادعاء أن ماغنوتا كان يستخدم عقاقير غير مشروعة خلال سنوات مراهقته مما أدى إلى أعراض تحاكي الفصام وأن ماغنوتا تم تشخيصه باضطراب الشخصية الحدية من قبل خبير المرافعة الدكتور جويل باريس في المستشفى اليهودي العام في مونتريال في أبريل 2012. قام الدكتور رينيه روي، الطبيب النفسي الشرعي الذي كان يعالج ماغنوتا في مركز احتجازه منذ نوفمبر 2012، من خلال جلسة استماعه الأولية وحتى محاكمة القتل ، بتشخيص ماغنوتا باضطراب الشخصية الحدية مع السمات الهسترية. قام الدكتور جيل تشامبرلاند، وهو خبير مرافعين آخر  بتشخيص ماغنوتا باضطراب الشخصية المعادية للمجتمع، والهيستري، والنرجسي. لاحظ عدد من الأطباء النفسيين على مر السنين أن ماغنوتا أبدى سمات معادية للمجتمع. اتهم الادعاء ماغنوتا بالتظاهر بأنه مصاب بالفصام لأن دافع عن تناقص المسؤولية بسبب الفصام المزعوم.

## التحقيق في الجرائم المحتملة الأخرى
يُزعم أن ماغنوتا هو الشخص الذي يقف وراء سلسلة من مقاطع الفيديو الخاصة بقسوة الحيوانات التي تشمل القطط التي تم نشرها على موقع يوتيوب بداية من عام 2010، بما في ذلك مقطع فيديو يحمل عنوان فتى وقطتين أظهر رجلًا يخنق قطتين عمداً باستخدام مكنسة كهربائية. في يناير 2011، حددت مجموعة خاصة على فيسبوك ماغنوتا كشخص في مقاطع الفيديو هذه. عرضت جماعات الناشطين في مجال حقوق الحيوان بعد ذلك مكافأة قدرها 5000 دولار لتقديمه للعدالة. وقد أطلق عليه نشطاء الحيوانات عبر الإنترنت لقب «قاتل القطط الفارغ» في البداية. في فبراير 2011، بدأت شرطة تورونتو بالتحقيق في ماغنوتا فيما يتعلق بمقاطع الفيديو بعد تلقي شكوى من جمعية أونتاريو لمنع القسوة على الحيوانات. اتصلت OSPCA أيضًا بالجمعية الملكية لمنع القسوة على الحيوانات في إنجلترا ومكتب التحقيقات الفدرالي والشرطة في مونتريال بسبب رحلات المشتبه فيه الواسعة.
في 8 يونيو 2012، أعلنت إدارة شرطة لوس أنجلوس أنها كانت على اتصال بشرطة مونتريال لتحديد ما إذا كان ماغنوتا متورطًا في قتل وقطع رأس هيرفي ميديلين، المعروف باسم "Hollywood Sign Murder"، لكنهم أعلنوا لاحقًا أنهم لا يعتقدون أنه متورط في الجريمة.
كما تم التحقيق في ماغنوتا لروابط محتملة لعمليات القتل التسلسلي في تورنتو 2010-2017، وتم التخلي عن هذا الاحتمال في نهاية المطاف لعدم وجود أدلة. 

## في وسائل الإعلام
استدعت قضية ماغنوتا مقارنات عبر أمريكا الشمالية مع مارك تويتشل، القاتل المدان المستوحى من ديكستر، الذي استخدم وسائل التواصل الاجتماعي في جرائمه ولتعزيز عمله.  وصف المؤلف ستيف ليليبون، الذي كتب كتابًا عن القضية، اتجاهاً جديداً في الجريمة حيث تسمح وسائل التواصل الاجتماعي للقتلة بأن يصبحوا «مذيعين عبر الإنترنت» ولديهم وصول مباشر وفوري إلى جمهور عالمي قد يتوقون إليه.   
أنتجت نتفليكس سلسلة وثائقية من ثلاثة أجزاء حول ماغنوتا ومجموعة الأشخاص على الإنترنت الذين ساعدوا في تعقبه. العرض الذي يحمل عنوان لا تعبث مع القطط: صيد قاتل الإنترنت (بالإنجليزية:Don't F ** k With Cats: Hunting An Internet Killer) من إخراج مارك لويس، تم عرضه لأول مرة في 18 ديسمبر 2019.

## قائمة المراجع
- لوكا ماغنوتا - إصدار كتاب - سيرة ذاتية - جريمة حقيقية. (ردمك 9781105848834) رقم ISBN   9781105848834
- Dans la peau de Luka Magnotta   : histoire d'un Web-killer. كارل زيرو. (ردمك 9782213672274) رقم ISBN   9782213672274

## روابط خارجية
- لوكا ماغنوتا على موقع IMDb (الإنجليزية)
- لوكا ماغنوتا على موقع إن إن دي بي (الإنجليزية)
- لوكا ماغنوتا في قاعدة بيانات الأفلام على الإنترنت
- بيان مفتوح من عائلة Jun Lin ( الأرشيف )
- في ذكرى جون لين( جامعة كونكورديا ) ( )